# Chavannes-sur-Reyssouze
Chavannes-sur-Reyssouze település Franciaországban, Ain megyében. Lakosainak száma 746 fő (2022. január 1.). Chavannes-sur-Reyssouze Arbigny, Saint-Bénigne, Saint-Étienne-sur-Reyssouze, Saint-Jean-sur-Reyssouze, Saint-Trivier-de-Courtes, Servignat és Vescours községekkel határos.

## Népesség
A település népességének változása:
| Lakosok száma | 614  | 543  | 580  | 648  | 697  | 748  | 753  | 755  | 761  | 746  |
|               | 1968 | 1982 | 1999 | 2006 | 2011 | 2015 | 2017 | 2018 | 2020 | 2022 |